# Rudolf von Jhering
Rudolf von Jhering, född 22 augusti 1818 i Aurich, död 17 september 1892 i Göttingen, var en tysk rättslärd av den historiska skolan och universitetslärare. Han var svärfar till Victor Ehrenberg.
Jhering blev juris doktor i Berlin 1842 samt professor vid universitetet i Basel 1845, i Rostock 1846, i Kiel 1849, i Giessen 1852, i Wien, där han blev verkligt hovråd och adlades, 1868 samt i
Göttingen 1872. Jhering utövade ett synnerligen stort inflytande på rättsvetenskapen. Hans främsta, dock ofullbordade, arbete är Geist des römischen Rechts auf den verschiedenen Stufen seiner Entwickelung (1852-99). Jherings skrifter hade också ett stort inflytande i Östasien kring förra sekelskiftet och den kinesiske reformivraren Liang Qichao var en av hans anhängare.
Vidare märkas Abhandlungen über das römische Recht (1844), Civilrechtsfälle ohne Entscheidungen (1847), Über den Grund des Besitzschutzes (1869), Die Jurisprudenz im täglichen Leben (1870) och det viktiga, men ofulländade arbetet Der Zweck im Recht (1877-98). Jherings avhandlingar Der Kampf ums Recht (1872, 15:e upplagan 1903; "Striden för rätten", 1879) och Das Trinkgeld (1882, 5:e upplagan 1902; "Drickspenningarna", 1882) vann spridning även bland den stora allmänheten. 
Sedan 1856 utgav Jhering tillsammans först med Karl von Gerber, därefter med Joseph Unger Jahrbücher für die Dogmatik des heutigen römischen und deutschen Privatrechts. Bidragen av Jhering är utgivna särskilt under titeln Gesammelte Aufsätze aus den Jahrbüchern etc. (3 band, 1881-86). Ur hans kvarlåtenskap har bland annat utgivits en blott delvis fulländad Vorgeschichte der Indoeuropäer (1894).